# احسان تاییدی
احسان تأییدی (زادهٔ ۹ خرداد ۱۳۶۹ در گرگان) بازیکن فوتبال است که در پست مهاجم برای باشگاه فوتبال نفت مسجدسلیمان در لیگ برتر خلیج فارس بازی می‌کند.

## افتخارات
پارس جنوبی جم
- لیگ آزادگان (دسته یک): ۹۶–۱۳۹۵ (قهرمان و صعود به لیگ برتر خلیج فارس.)